# 孝橋謙二
孝橋 謙二（こうはし けんじ、1908年（明治41年）3月17日 - 没年不詳）は俳人、文芸評論家。大阪市出身。
東京帝国大学文学部宗教学科2年中退。
1940年10月、与謝野鉄幹・与謝野晶子の長女の八峰（やつお、1907年3月生）と結婚。
戦時中は日本交通公社に勤め、戦後は一時出版業に従事した。
俳誌「さつき」（黒岩漁郎）による。1938年より「現代俳句作家論」を書き俳句評論家として登場した。戦後、現代俳句協会の設立に参加。1948年「天狼」（山口誓子主宰）の創刊に参加。また「氷海」（秋元不死男主宰）の創刊に参加。1957年「天狼」脱退。「萬緑」（中村草田男主宰）に同人参加。
1947年、桑原武夫の「第二芸術論」への反論（山口誓子・中村草田男・西東三鬼・日野草城・加藤楸邨等13名）を集めて『現代俳句の為に』（ふもと社）を編んだ。1952年の「内心のメカニズム」は論議を呼んだ。
1965年以降は俳壇から遠ざかった。没年は未詳。

## 主な著書
- 「現代俳句作家論」（1940年、明治書房）
- 「明星の歌人 与謝野鉄幹」
- 「伝統と新化-俳句の750年」（1965年 河出書房新社）
- 「日本美の理念」
- 「教育勅語と昭和の破綻-アメリカの使命感との酷似」

など。